# Natalia Molchánova
Natalia Vadímovna Molchánova (en ruso: Наталья Вадимовна Молчанова; Ufá, Baskortostán, Unión Soviética, 8 de mayo de 1962 - Formentera, Baleares, España, 2 de agosto de 2015) fue una practicante de apnea profesional poseedora de 22 campeonatos mundiales y 40 récords mundiales.

## Biografía
Era una reconocida deportista y practicante del buceo a pulmón libre o apnea y fue presidenta de la federación rusa de apnea.
Ganó doce medallas de oro individuales y dos medallas de oro por equipos del Campeonato Mundial de Apnea.

## Récords
Entre los récords mundiales de Natalia se encuentran:
- Peso constante sin aletas: 72 metros de profundidad.
- Peso constante con aletas: 101 metros de profundidad.
- Peso variable con aletas: 127 metros de profundidad.
- Apnea estática: 9 minutos y 2 segundos.
- Apnea dinámica con aletas: 234 metros de distancia en piscina.
- Apnea dinámica sin aletas: 182 metros de distancia en piscina.
- Inmersión libre: 91 metros de profundidad.

## Muerte
El 2 de agosto de 2015 Natalia se encontraba haciendo algunas inmersiones recreativas en apnea con otros 3 amigos en aguas de Formentera (Islas Baleares, España). Tras separarse del grupo y realizar una inmersión profunda no regresó a la superficie; se presume que falleció.